# Arabisches Parlament
Das Arabische Parlament (arabisch البرلمان العربي, DMG al-Barlamān al-ʿarabī) ist ein politisches Organ der Arabischen Liga. Es nahm im Jahr 2005 seine Arbeit zunächst als Übergangsparlament auf und wurde 2012 in ein ständiges Parlament umgewandelt.
Ursprünglich befand sich der Hauptsitz des Parlaments in der syrischen Hauptstadt Damaskus. 2012 wurde der Hauptsitz dann übergangsweise nach Kairo in das Liga-Hauptquartier am Tahrir-Platz verlegt. 2018 gab es Überlegungen, den Hauptsitz in der irakischen Hauptstadt Bagdad einzurichten.
Im Januar 2021 waren im Parlament 20 Staaten der Arabischen Liga vertreten. Jeder Staat entsendet vier Vertreter, sodass insgesamt 80 Mitglieder im Parlament sitzen. Adel bin Abdul Rahman Al-Asoumi (Bahrain) ist seit seiner Wahl im Oktober 2020 der amtierende Parlamentssprecher.

## Geschichte
Seit Mitte der 1950er Jahre gab es innerhalb der Arabischen Liga Diskussionen um eine direkte Bürgerbeteiligung. Dieses Instrument war in der Charta zum Pakt der Liga der Arabischen Staaten von 1945 jedoch nicht vorgesehen. Ein erster Schritt markierte die Gründung der Arab Inter-Parliamentary Union (AIPU) im Jahr 1977. Dieses Gremium sollte jedoch lediglich die politische Arbeit der verschiedenen nationalen Parlamente koordinieren. AIPU und Generalsekretariat arbeiteten dann in den 1980er Jahren an Entwürfen eines Parlamentes für die Arabische Liga.
Nachdem sich die Mitgliedsstaaten 2001 beim Gipfeltreffen in Amman auf umfassende Strukturreformen geeinigt hatten, wurde auf dem Gipfel der Liga 2005 in Algier die Gründung eines Übergangsparlamentes beschlossen. Es kam erstmals am 27. Dezember 2005 zusammen und widmete sich fortan der Einrichtung eines ständigen Parlamentes. Hierzu erhielt das Übergangsparlament ein Mandat über sieben Jahre. Im Jahr 2012 erfolgte schließlich die Umwandlung in ein ständiges Parlament. und die erste ordentliche Sitzung des Arabischen Parlaments fand am 12. Dezember des gleichen Jahres statt.

## Zusammensetzung
Der Parlamentssprecher wird für 2 Jahre aus der Mitte der Abgeordneten gewählt. Es finden zwei jährliche Sitzungsperioden im März und September statt, die jeweils 2 Monate dauern. Das Parlament besteht aus einem Präsidium, das sich um die externen Angelegenheiten kümmert, einem Parlamentsbüro, das mit Verwaltungsaufgaben betraut ist und vier Komitees mit verschiedenen politischen Fachbereichen.
Das System der Bürgerrepräsentation ist bislang noch nicht umgesetzt, vielmehr wählen die 22 nationalen Parlamente jeweils 4 Delegierte aus ihren eigenen Reihen, die an den Sitzungen des Arabischen Parlaments teilnehmen; die Gesamtzahl der Abgeordneten beträgt also 88. Die Mandate der dortigen Abgeordneten enden daher nur mit der Auflösung der nationalen Parlamente bzw. bei einem Nichtverbleiben im nationalen Parlament.
Die Abgeordneten des AP sind nicht als Vertreter ihrer nationalen Parlamente bzw. ihrer Regierungen anzusehen. Sie repräsentieren vielmehr die „Arabische Nation“ (die Definition dieses Begriffs ist noch unklar) als Ganzes, dadurch können sie theoretisch nur ihrem eigenen Gewissen folgen.
Bis jetzt hat diese Institution keine aktive Rolle in der arabischen Politik übernommen. Dennoch scheint sich dies derzeit zu wandeln: Das Parlament übte deutliche Kritik an den Regimes im Jemen und in Syrien. Präsident al-Dekbas rief sogar zur Suspendierung der Mitgliedschaft beider Länder auf. Diese Vorstöße bewirkten, dass hauptsächlich auf Betreiben von al-Dekbas derzeit die Mitgliedschaft Syriens in der Arabischen Liga ruht.